# Viață subterană

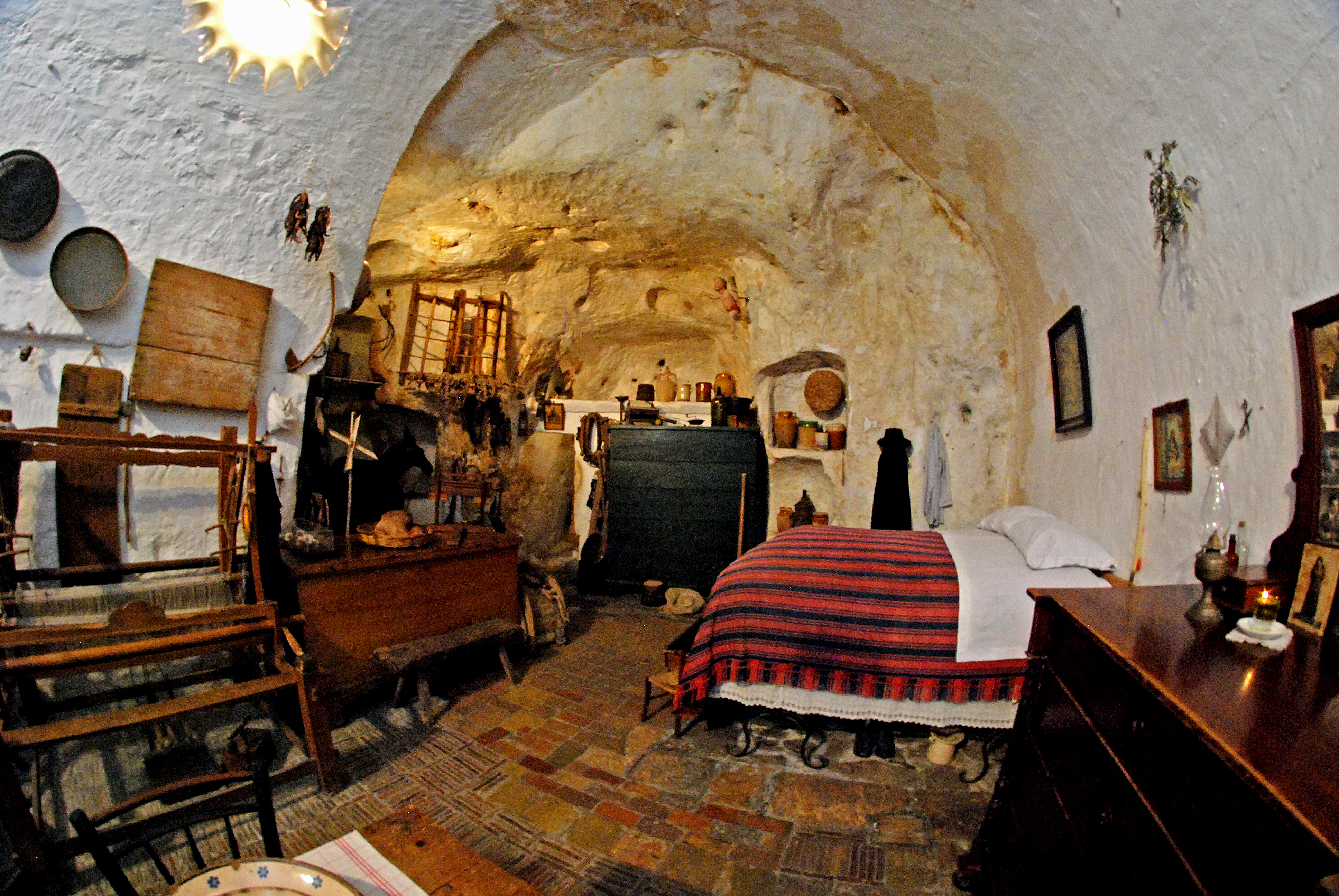
O casă subterană în, Italia

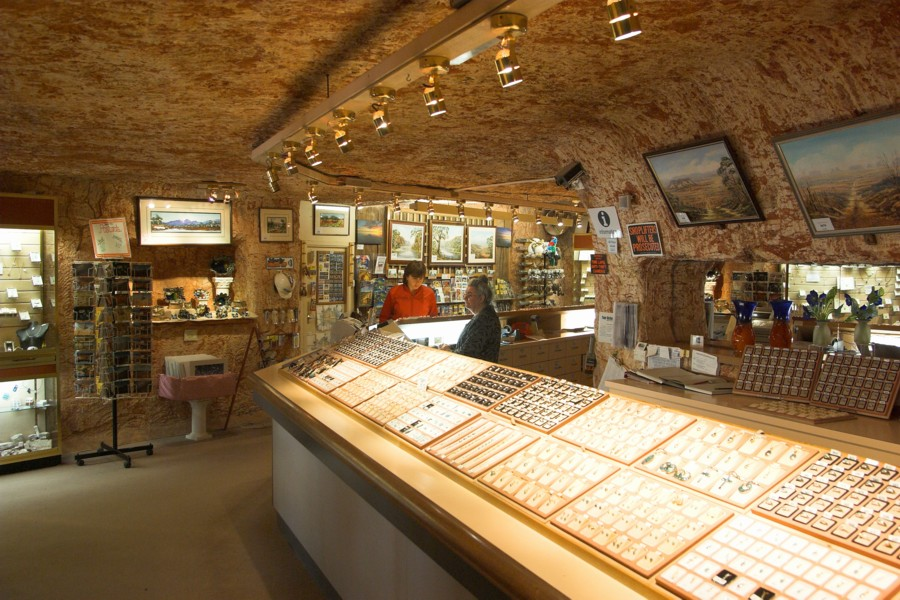
Un magazin subteran de bijuterii din

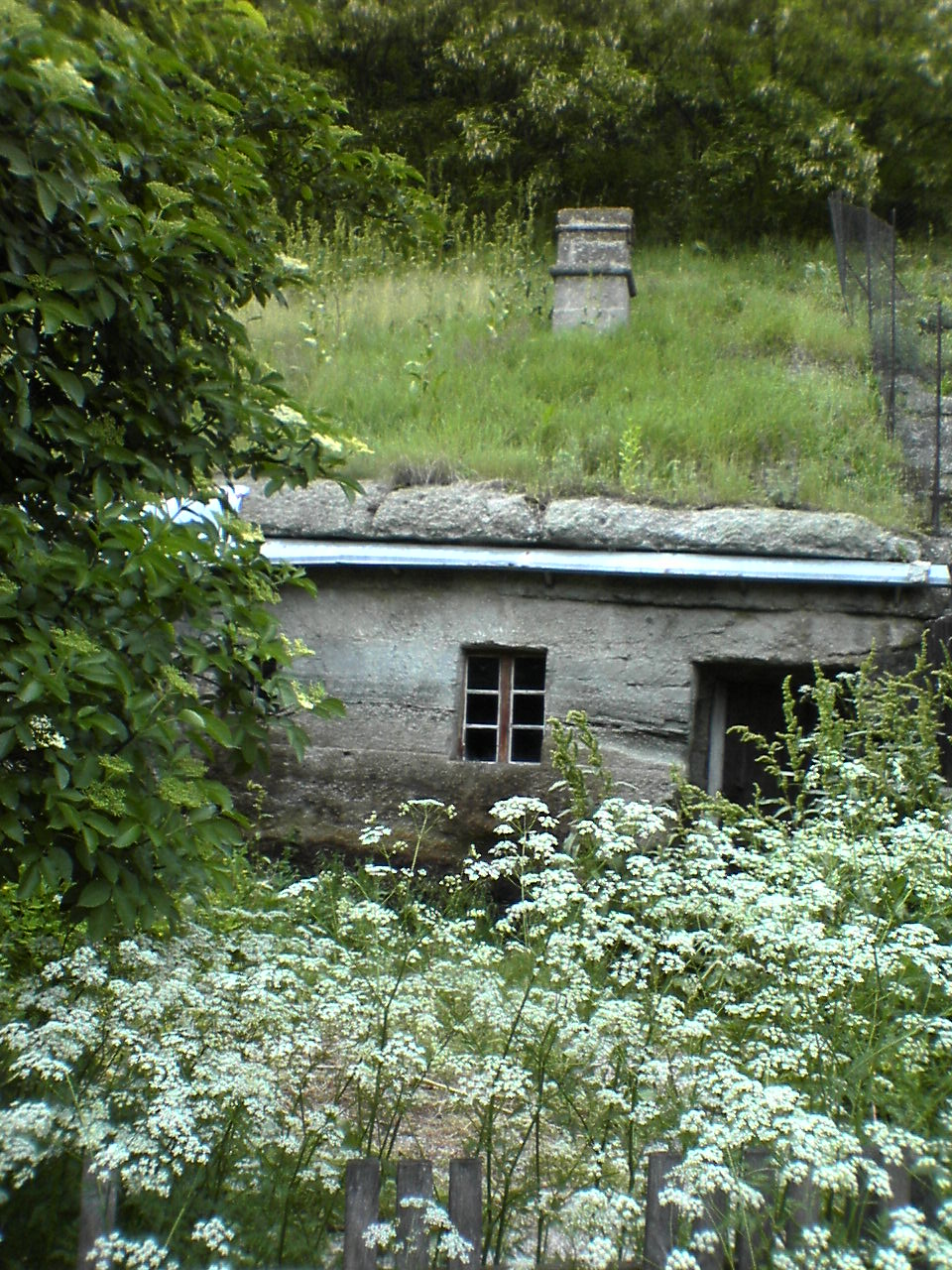
Un exemplu de casă excavată în Brhlovce, Slovacia

Viața subterană se referă la traiul sub suprafața solului, fie în peșteri sau structuri naturale sau artificiale (adăposturi de pământ⁠(d)). Locuințele subterane reprezintă o alternativă la locuințele supraterane pentru unii solicitanți de locuințe, inclusiv pentru cei care doresc să reducă la minimum impactul asupra mediului⁠(d). Fabricile și clădirile de birouri pot beneficia de facilități subterane din multe dintre aceleași motive ca și locuințele subterane, cum ar fi reducerea zgomotului, utilizarea energiei și securitatea.
Printre avantajele locuințelor subterane se numără rezistența la intemperii, un spațiu de locuit liniștit, o prezență discretă în peisajul înconjurător și o temperatură interioară aproape constantă datorită proprietăților izolatoare naturale ale pământului înconjurător. Una dintre atracțiile locuințelor subterane este eficiența energetică și respectarea mediului⁠(d). Cu toate acestea, locuințele subterane au anumite dezavantaje, cum ar fi potențialul de inundații, care, în unele cazuri, poate necesita instalarea unor sisteme speciale de pompare.
Este modul de locuit preferat al comunităților din medii extreme precum Sassi di Matera⁠(d) din Italia, Coober Pedy⁠(d) din Australia, peșterile berbere precum cele din Matmâta, Tunisia și chiar stația Amundsen–Scott.
Adesea, structurile de locuit subterane nu sunt complet subterane; de obicei, acestea pot fi expuse pe o parte atunci când sunt construite pe un deal. Această expunere poate îmbunătăți semnificativ iluminatul interior, deși în detrimentul unei expuneri mai mari la intemperii.